# Steenpuist
Een steenpuist, steenzweer (Brabants) of furunkel (medische term) is een ontstoken haarzakje in de huid en is een acute, necrotiserende vorm van een folliculitis. De ontsteking ontstaat door een infectie met stafylokokken en is besmettelijk bij openbreken.
De bacterie komt bij veel mensen echter op de huid voor zonder dat ze er last van hebben, vooral in de neus en in het kruis. Steenpuisten ontstaan vooral in de nek, het gezicht en op borst en billen. Wrijving van de huid langs kleding en vochtigheid zijn bevorderende factoren. Steenpuisten danken hun naam aan het feit dat de ontstoken plek erg hard kan worden.

## Herkenning
Een steenpuist is te herkennen aan een rode, harde en pijnlijke plaats in de huid. Vaak is dit in de oksels, tussen de billen of liezen. Na een paar dagen rijpt de steenpuist en ontstaat een zwarte, harde plaats die uiteindelijk openbarst. Hieruit komt een necrotische prop, gevolgd door etter, een geelwitte soms wat bloederige dikke vloeistof, die naast dode witte bloedcellen ook de veroorzakende bacteriën bevat.

## Behandeling
Steenpuisten genezen doorgaans zonder speciale behandeling. Behandeling met trekzalf zoals die vroeger veel toegepast werd, wordt tegenwoordig niet veel meer gepropageerd. Bij algemeen ziekzijn zal veelal met orale antibiotica behandeld worden. Om herinfectie van naastliggende haarzakjes bij openbreken van de steenpuist te voorkomen is het zaak steenpuisten voorzichtig te behandelen:
- De huid rond de steenpuist kan worden ontsmet;
- De steenpuist kan worden afgeplakt met een gaasje, om besmetting te voorkomen.

## Bijzondere steenpuisten
- De situatie waarin een aantal steenpuisten naast elkaar in hetzelfde gebied bestaan, soms onderling vervloeiend, heet karbonkel of negenoog. Hierbij is naast het toedienen van systemische antibiotica ook soms chirurgisch ingrijpen geïndiceerd.
- Een furunkel in of om de neus in het zogenaamde 'narcosekapjegebied' kan extra gevaarlijk zijn, omdat bloed uit dit gebied via een ader die binnen de schedelholte verloopt wordt afgevoerd. Bij knijpen in een dergelijke steenpuist kan hierdoor de zogenaamde 'sinus cavernosustrombose' ontstaan, een gelukkig erg zeldzame maar wel levensgevaarlijke complicatie. Om deze reden wordt bij een dergelijke steenpuist sterk afgeraden om de puist te manipuleren en zullen meestal antibiotica worden gegeven.
- Het steeds terugkomen van steenpuisten wordt furunculose genoemd en zorgt voor veel problemen. In dergelijke gevallen heeft de getroffen persoon vaak een aantoonbaar slechtere weerstand en een slechtere wondgenezing, bijvoorbeeld door suikerziekte. Ook kan de verwekkende bacterie kwaadaardiger (virulenter) zijn. Stafylokokken met het Panton-Valentine leukocidine-gen zijn beschreven als verwekkers van hardnekkige furunculose.
- Steeds terugkerende, etterende ontstekingen in de liezen en/of oksels worden wel hidradenitis suppurativa genoemd.